# 原子力立地会議
原子力立地会議（げんしりょくりっちかいぎ）は、日本の官公庁の一つ。原子力発電施設等立地地域の振興に関する特別措置法により規定されている。

## 概要
内閣総理大臣を議長とし、8閣僚（総務大臣、財務大臣、文部科学大臣、厚生労働大臣、農林水産大臣、経済産業大臣、国土交通大臣、環境大臣）を議員として、会議を構成している。
会議は、次に掲げる事務をつかさどる。
1. 原子力発電施設等立地地域を指定すること。
2. 都道府県知事が作成した原子力発電施設等立地地域振興計画に関して審議をして決定すること。
3. 原子力発電施設等立地地域の振興に関する重要事項を調査審議すること。

原子力発電施設等立地地域に指定され、原子力発電施設等立地地域振興計画が承認されれば、国の一般財源の充当や地方債元利償還の特例において優遇措置が取られることで、当該地域の生活環境や産業基盤などの総合的かつ広域的整備を行うことができる。
2001年の省庁再編による原子力立地地域の振興計画を審議していた電源開発調整審議会立地部会の廃止に伴い、代替組織として新設された。